# 近硬叶柳
近硬叶柳（学名：Salix sclerophylloides）是杨柳科柳属的植物，是中国的特有植物。分布在中国大陆的西藏等地，生长于海拔3,800米的地区，常生于溪流旁，目前尚未由人工引种栽培。